# Cryptophis pallidiceps
Cryptophis pallidiceps (західна карптентарійська змія) — вид отруйних змій родини аспідових (Elapidae). Ендемік Австралії.

## Поширення і екологія
Західні карпентарійські змії мешкають на півночі Північної Території та в регіоні Кімберлі у Західній Австралії. Вони живуть на луках, в лісах і рідколіссях. Ведуть прихований нічний спосіб життя. Живляться сцинками і амфібіями. Живородні, народжують 4 дитинчати.